# Jan Niewieczerzał
Jan Niewieczerzał (ur. 23 kwietnia 1914 w Łodzi, zm. 7 listopada 1981 w Warszawie) – polski duchowny ewangelicko-reformowany, superintendent generalny Kościoła Ewangelicko-Reformowanego w RP, z tytułem biskupa Kościoła, działacz ekumeniczny – prezes Polskiej Rady Ekumenicznej, wykładowca Chrześcijańskiej Akademii Teologicznej w Warszawie.

## Młodość
Pochodził z rodziny kantora i kaznodziei świeckiego w kalwińskich parafiach w Kucowie i Łodzi. Ukończył gimnazjum w Pabianicach, po czym podjął studia na Wydziale Teologii Ewangelickiej Uniwersytetu Warszawskiego, które przerwał z powodu wybuchu wojny.

## Działalność kościelna
W 1940 został diakonem parafii Kościoła Ewangelicko-Reformowanego w Warszawie. Po klęsce powstania warszawskiego opuścił stolicę, udając się do Czechosłowacji, gdzie objął urząd proboszcza parafii ewangelickiej w Pisanowie. W 1948 powrócił na stałe do Polski. W 1952 został proboszczem warszawskiej parafii reformowanej, której służył do 1978. Po śmierci Kazimierza Ostachiewicza w 1952 przejął zwierzchnictwo nad Kościołem Ewangelicko-Reformowanym w RP, zostając superintendentem generalnym. W 1957 przyczynił się do reaktywowania miesięcznika „Jednota”, któremu nadał wymiar ekumeniczny – do 1969 roku pełnił funkcję jego redaktora naczelnego.

## Działalność ekumeniczna
Od 1960 przez pięć kadencji był prezesem Polskiej Rady Ekumenicznej (do 1975).

## Działalność akademicka
Od 1970 wykładał teologię na Chrześcijańskiej Akademii Teologicznej w Warszawie. Jego zasługi dla kalwinizmu oraz rozwoju ruchu ekumenicznego dostrzeżono poza Polską – w 1967 otrzymał doktorat honoris causa Wydziału Teologii Ewangelickiej im. Jana Amosa Komenskego w Pradze.

## Odznaczenia
- Krzyż Oficerski Orderu Odrodzenia Polski (1969)[2]
- Medal "20-lecia Światowej Rady Pokoju" (1969)[3]

## Miejsce spoczynku
Został pochowany na cmentarzu ewangelicko-reformowanym w Warszawie (kwatera H-7-4).

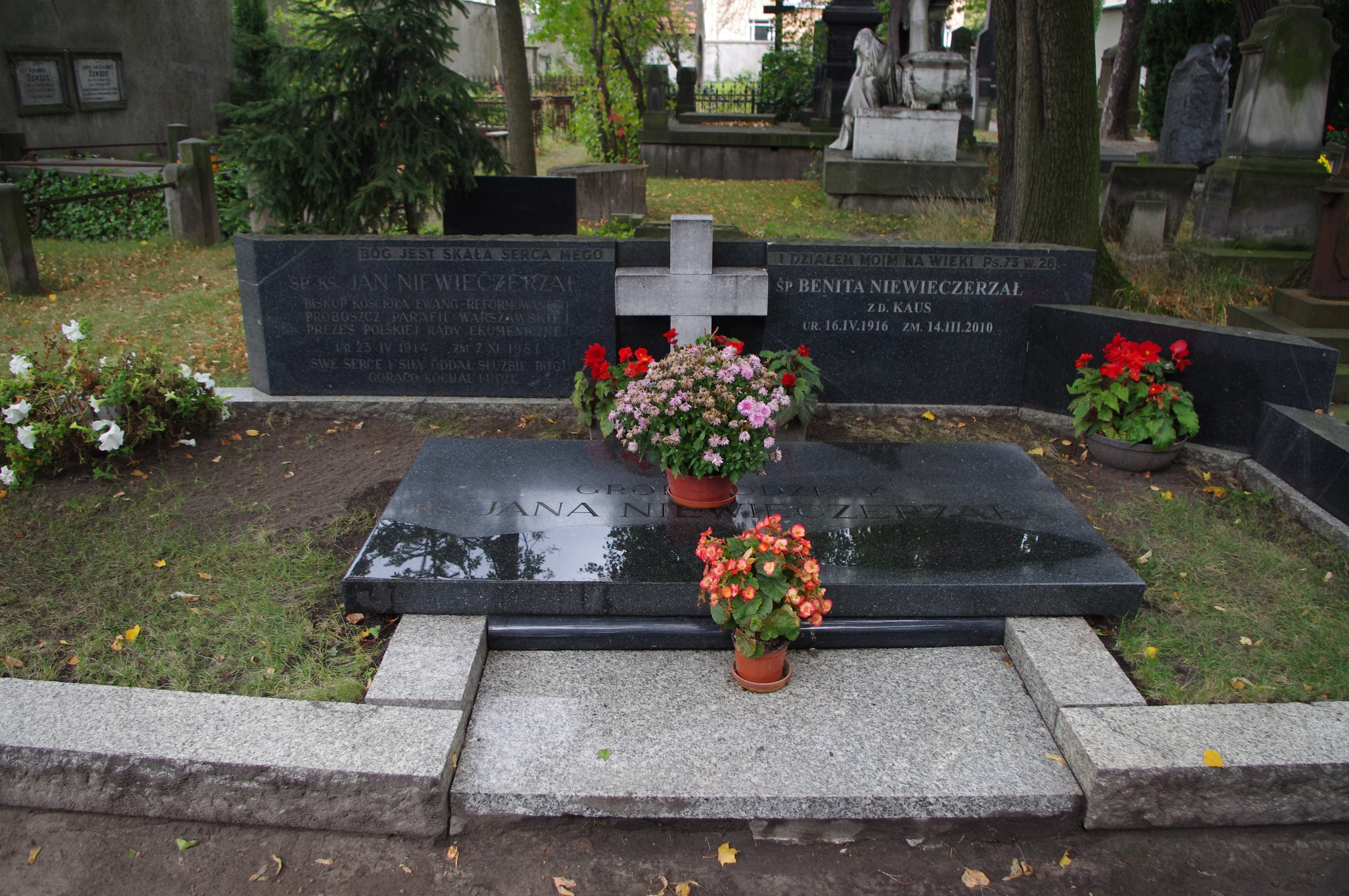
Grób biskupa Jana Niewieczerzała na Cmentarzu ewangelicko-reformowanym w Warszawie
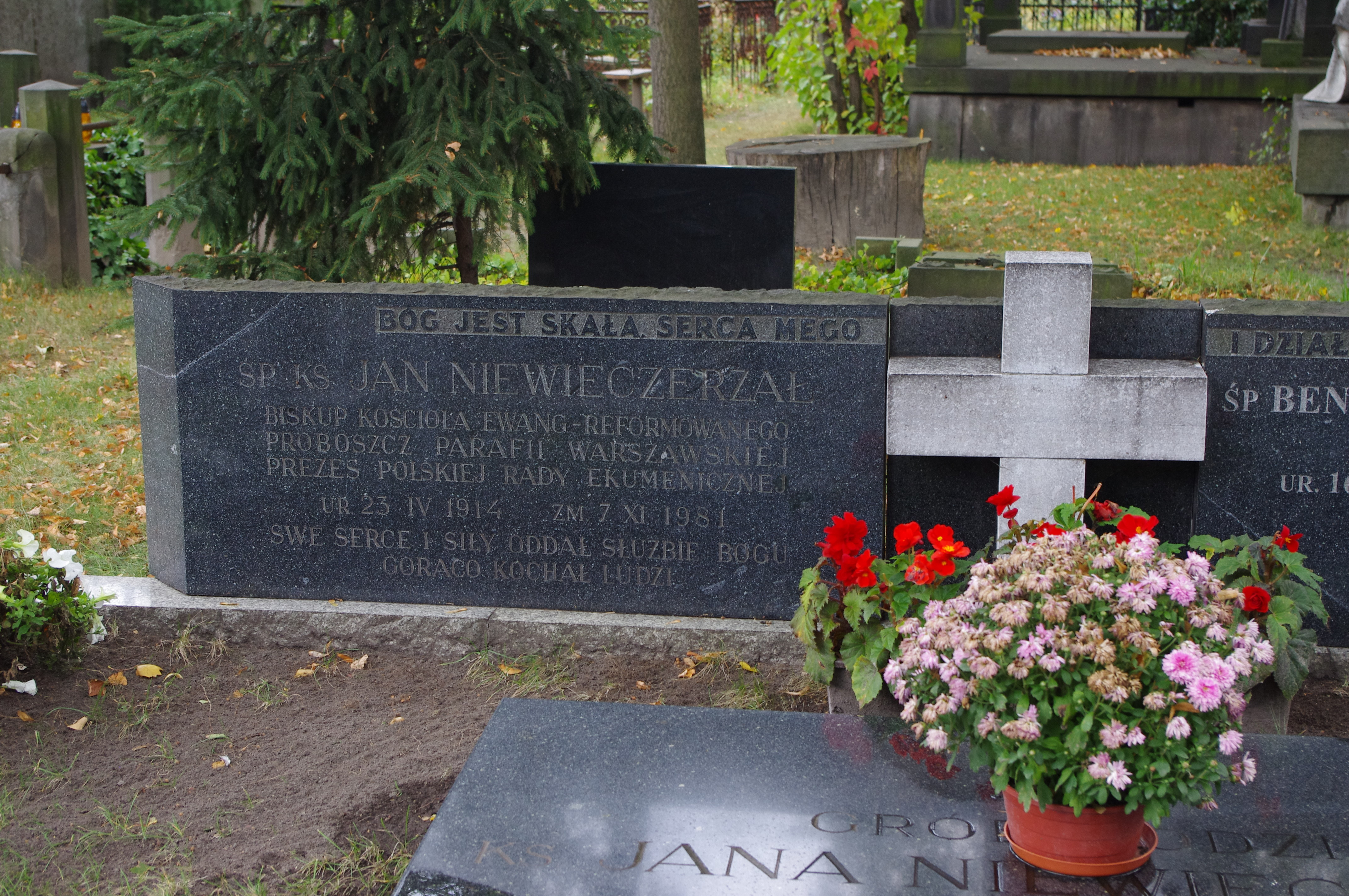
Grób biskupa Jana Niewieczerzała na Cmentarzu ewangelicko-reformowanym w Warszawie
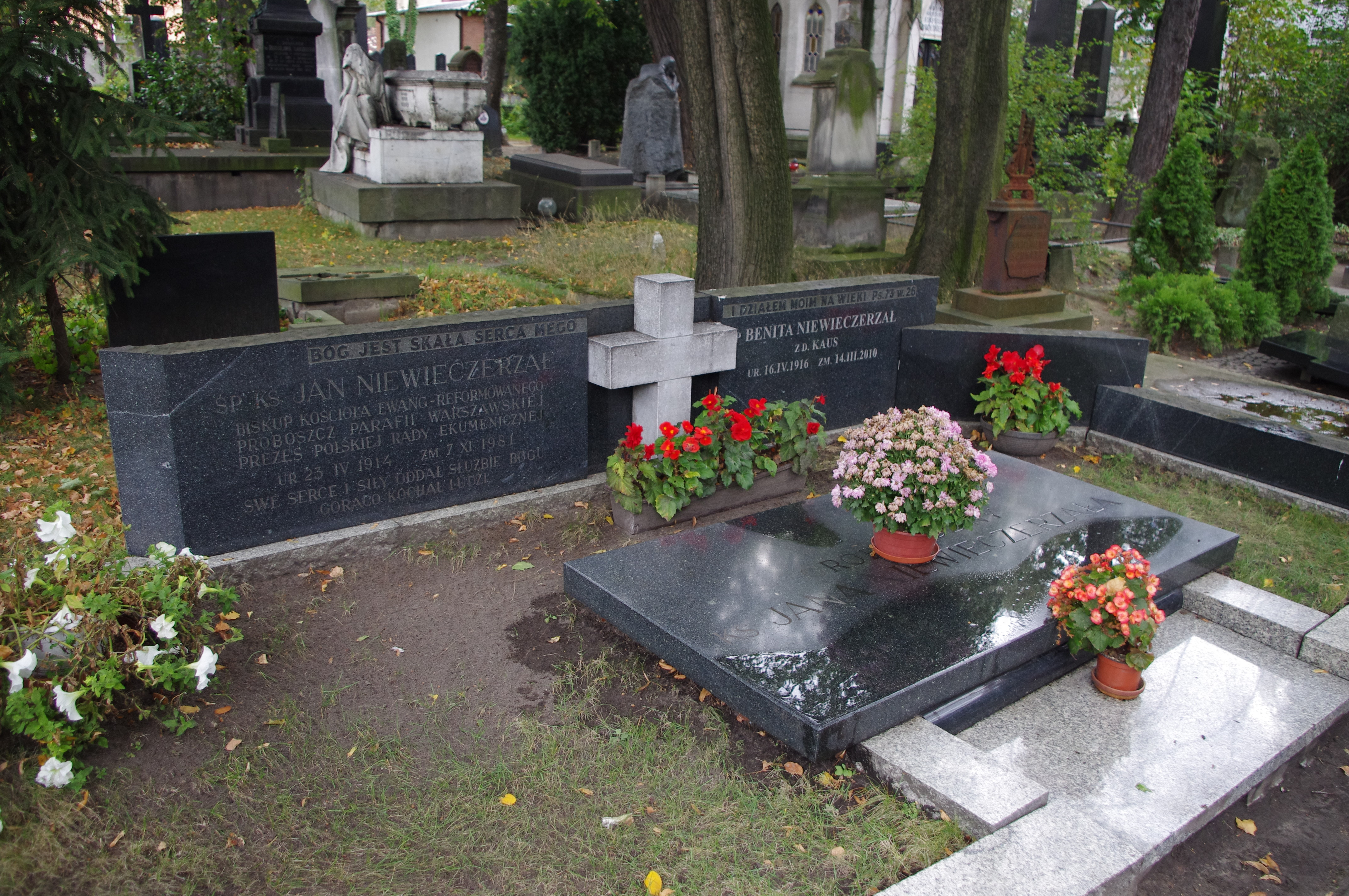
Grób biskupa Jana Niewieczerzała na Cmentarzu ewangelicko-reformowanym w Warszawie